# سیارک ۱۳۰۷۹
سیارک ۱۳۰۷۹ (به انگلیسی: 13079 Toots، نامگذاری:1992CD3) سیزده هزار و هفتاد و نهمین سیارک کشف شده‌است که در ۲ فوریه ۱۹۹۲ کشف شد.
قدر مطلق سیارک برابر ۲۱.۴ است.